# Marine du corps des gardiens de la révolution islamique
La marine du corps des gardiens de la révolution islamique [CGRI] (IRGC) ou la marine des gardiens de la révolution (persan : نیروی دریایی سپاه پاسداران انقلاب اسلامی ), se compose de 20 000 marines et 1 500 navires et bateaux d'attaque rapide séparés de la Marine de la république islamique d'Iran prenant le contrôle des opérations maritimes iraniennes dans le golfe Persique. La marine du CGRI a régulièrement amélioré ses capacités pour soutenir la guerre non conventionnelle et défendre les installations offshore, les côtes et les îles de l'Iran dans le golfe Persique.

## Historique
Le Jane's Information Group reconnaît le CGRI comme le réanimateur de navire d'attaque rapide à l'ère moderne, ainsi que le plus grand praticien de tactique militaire pour l'emploi en essaim de petits bateaux qui combinent vitesse, masse, manœuvre coordonnée, signature radar basse et dissimulation parmi les forces navales du monde.

Membre Takavar de la Sepah Navy Special Force.

Le CGRI et la marine conventionnelle se chevauchent les fonctions et les domaines de responsabilité, mais ils sont distincts en termes de la façon dont ils sont entraînés et équipés, et plus important aussi dans la façon dont ils combattent. Les Gardiens de la révolution possèdent un large éventail de petits bateaux d'attaque rapide et se spécialisent dans la guerre asymétrique. Ils s'apparentent davantage à une guérilla en mer et maintiennent de vastes arsenaux de missiles de défense côtière et de croisière et de mines anti-navires. Ils disposent également d'une unité de Forces spéciales Takavar appelée Sepah Navy Special Force (en) (S.N.S.F.), (en persan : نیروی ویژه دریایی سپاه).

## Équipement
Les bases navales sont probablement sur des îles du golfe Persique (Sirri, Abou-Moussa, Farsi et Larak...)

### Maritime
- Porte-aéronefs Shahid Bahman Bagheri et Shahid Mahdavi
- Bateaux lance-missiles de classe Thondar (10), avec deux double lanceurs (missile anti-navire C-802A (Qader) et deux CIWS AK-230
- Torpilleurs Tir II (IPS 18) (en) (10)
- Torpilleurs IPS-16 (classe Peykaap Zolfaghar) (10)
- Bateaux de patrouille Boghammar (en)
- Bateaux gonflable à coque rigide
- Vedettes lance-missiles de type Seraj (en) (12)
- Catamaran Shahid Nazeri [1]
- Navires auxiliaires de classe Nasser (en) (3)
- Corvette de classe Shahid Soleimani (1)

### Aérien
- Hélicoptères Mil Mi-17(Mi-171 Hip) (5)
- Avion à effet de sol HESA Bavar 2 (en) (12+)

### Missiles et torpilles
- Noor, basé sur le YJ-83 chinois
- Kowsar, basé sur le C-701 chinois
- Kowsar, basé sur le TL-10 chinois
- Nasr-1, basé sur le TL-6 chinois
- HY-2 Silkworm
- Qader, missile de croisière
- Persian Gulf (missile) (en), missile balistique anti-navire
- Hoot, torpille à supercavitation

## Galerie

Bateaux d'attaque rapide
Bateaux d'attaque rapide
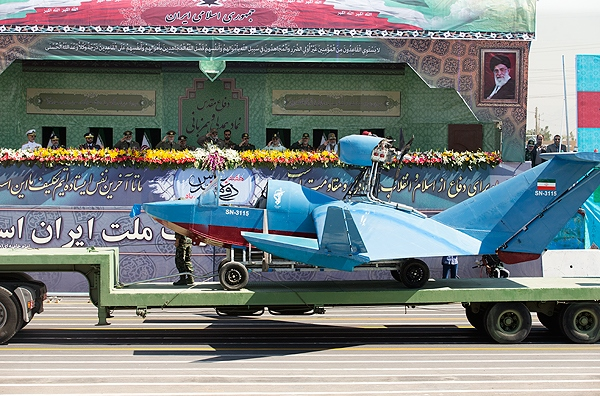
Bavar-2
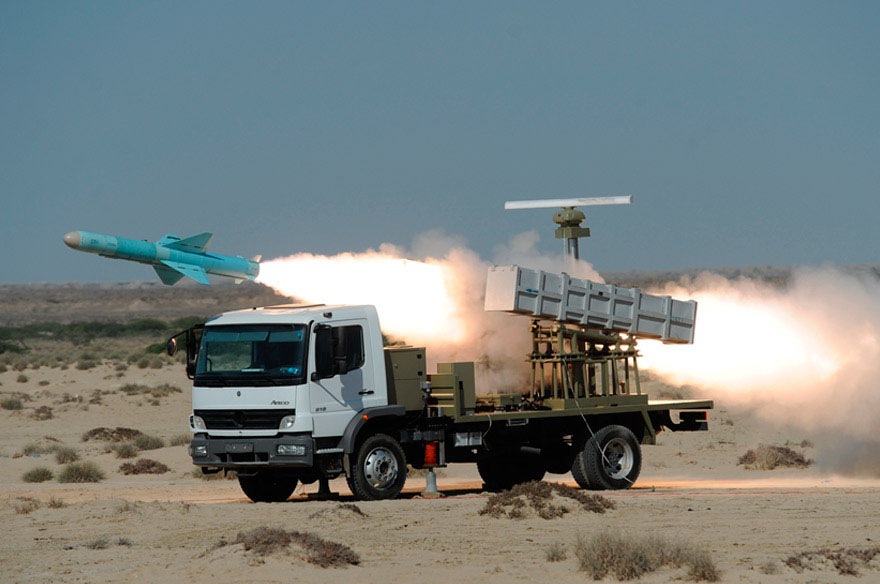
Missile Nasr.1
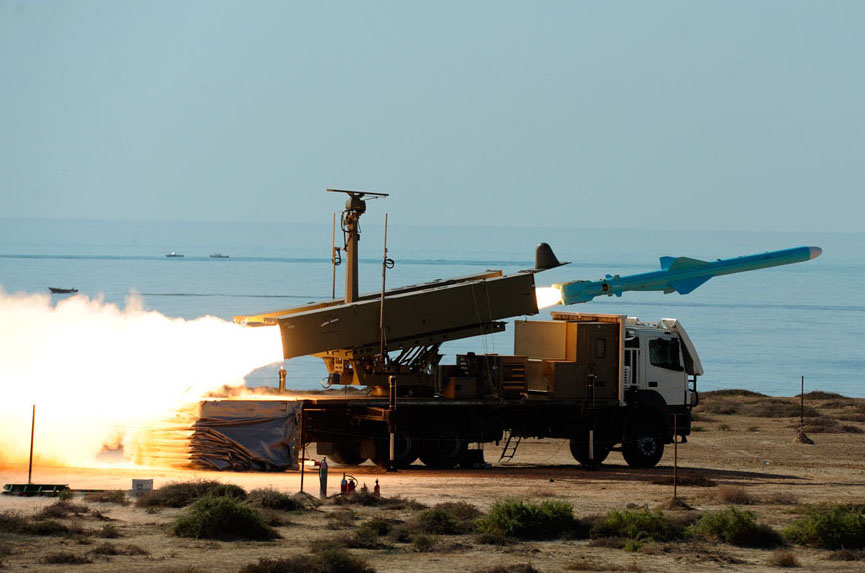
Missile Qader
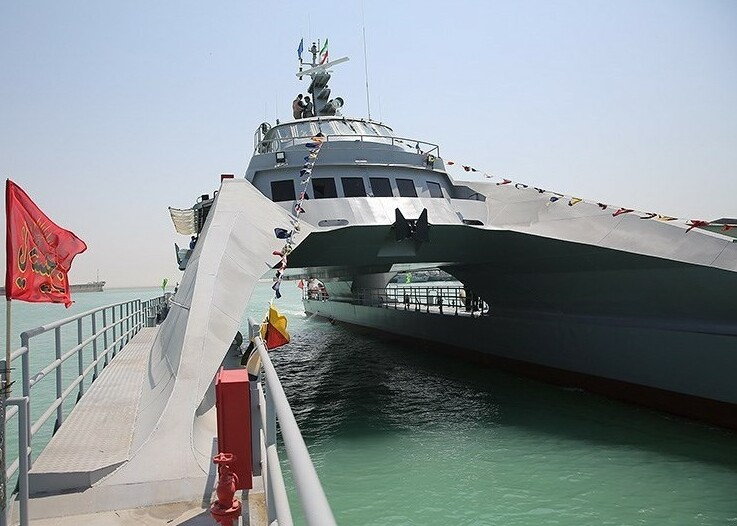
Catamaran Shahid Nazeri
Bateau lance-missiles de classe Thondar
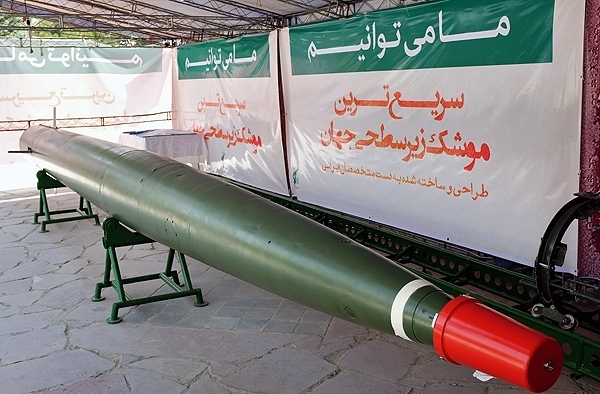
Torpille à supercavitation "Hoot"
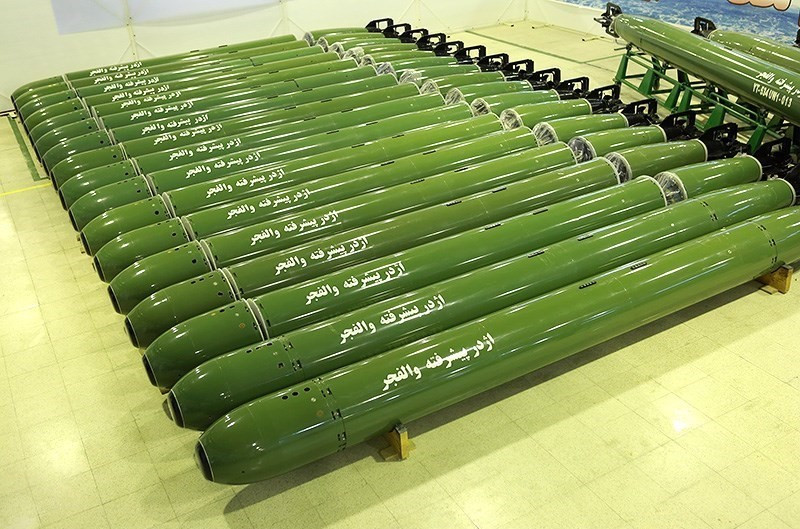
Torpilles Valfajr